# Кладовище Бад-Ішль

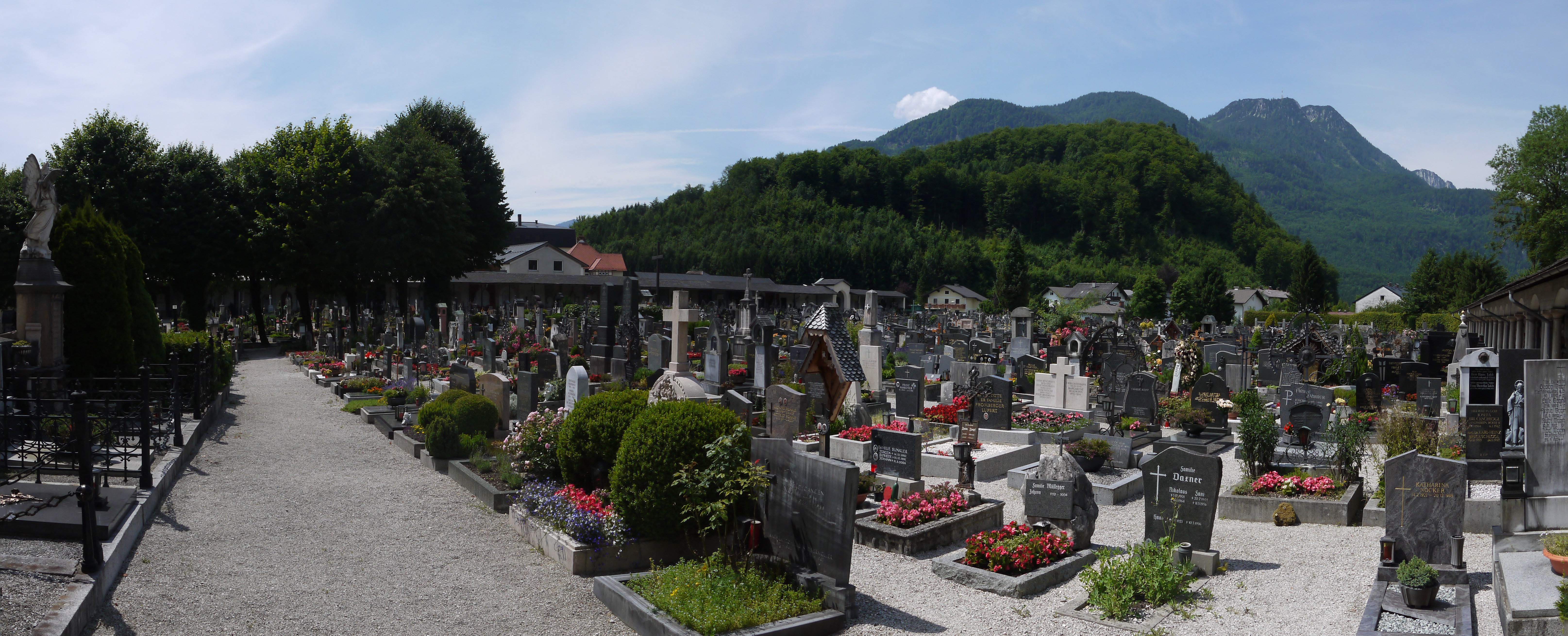
Bad Ischl Friedhof pano

Кладовище Бад-Ішль — некрополь у місті Бад-Ішль, Верхня Австрія, Австрія. Розташоване на вулиці Грацер. Є пам'яткою.

## Історія
Спочатку кладовище знаходилося біля парафіяльної церкви Святого Миколая.
У 1948 р. було зруйновано стіну між католицькою і протестантською частинами кладовища.
На кладовищі Бад-Ішль поховано чимало видатних людей, зокрема українського дипломата, поручника УСС та УГА Григорія Микитея.

## Поховані
- Макс Ауер (1880—1962), музикознавець
- Hans Flesch von Brunningen (1895—1981), письменник
- Лео Франк (1925—2004), письменник
- Гайнріх Ламмаш (1853—1920), останній міністр-президент Цислейтанії
- Франц Легар (1870—1948), композитор
- Франц Ліпп (1913—2002), фольклорист
- Стефан Мейер (1872—1949), фізик.
- Лео Перуц (1882—1957), письменник
- Гільде Шпіль (1911—1990), письменниця
- Оскар Штраус (1870—1954), композитор
- Франц Ксаверій Вейдінгер (1890—1972), художник
- Григорій Микитей, поручника УСС та УГА